# Bieluń

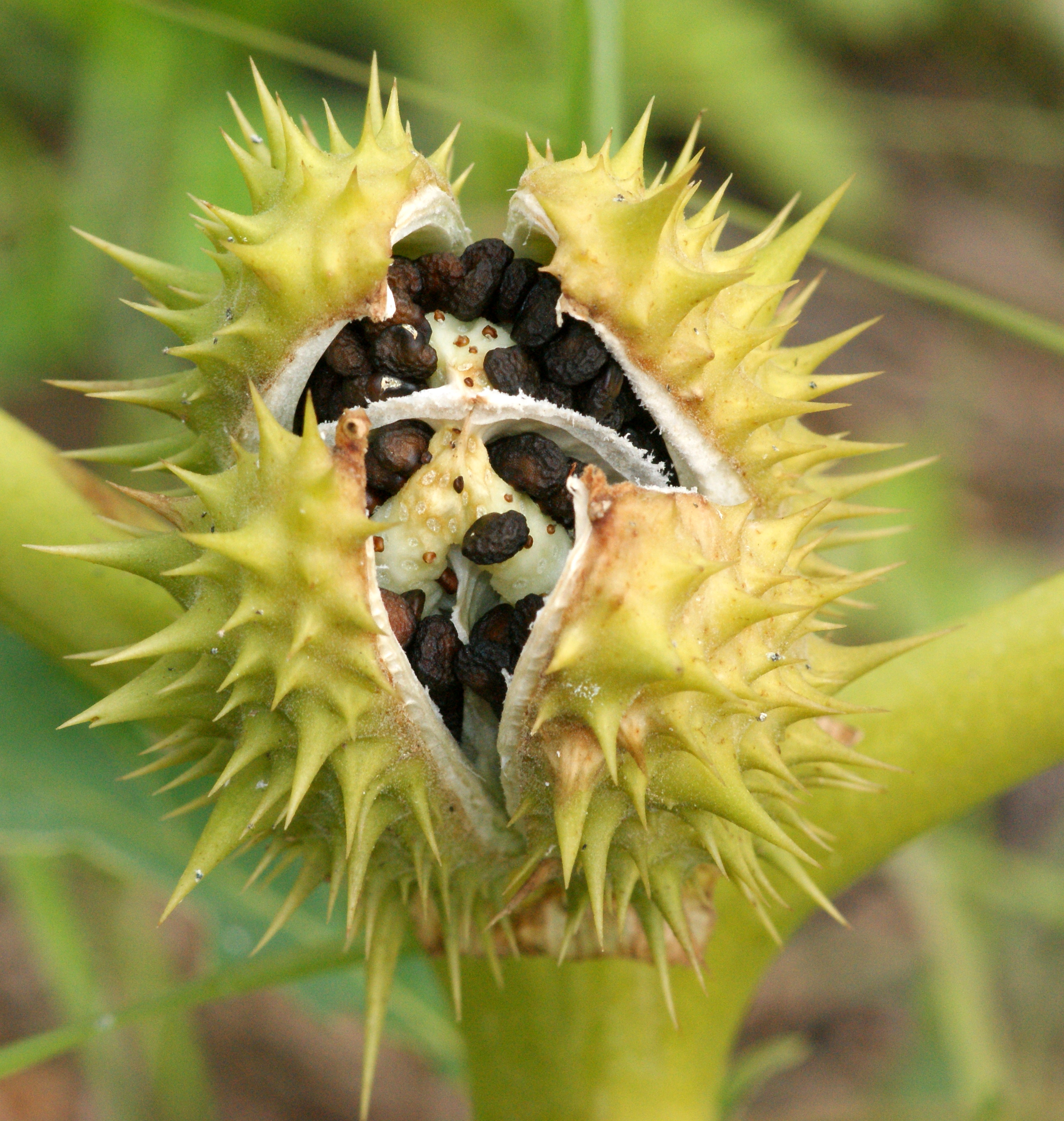
Owoc bielunia dziędzierzawy

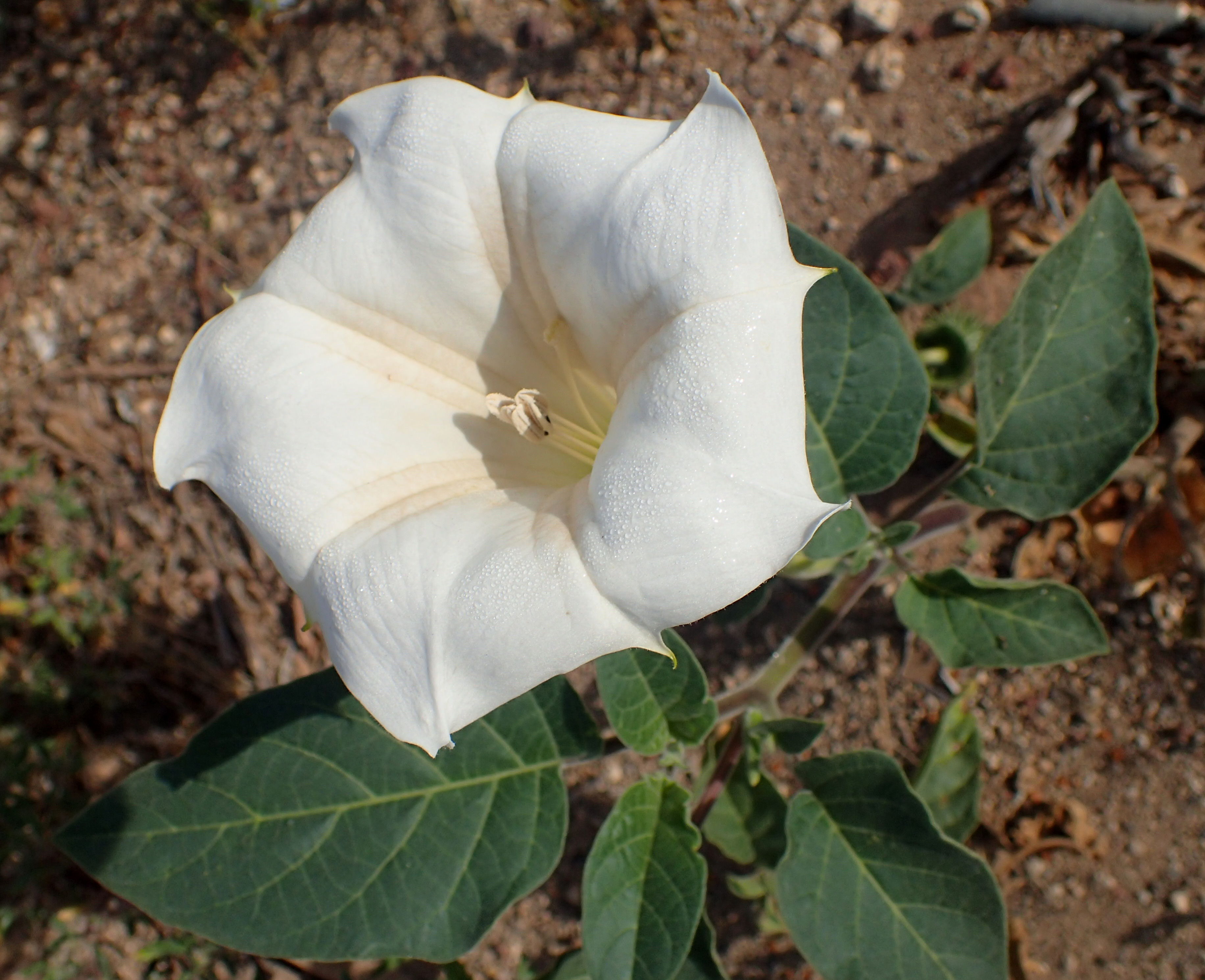
Bieluń indiański

Bieluń (Datura L.) – rodzaj z rodziny psiankowatych. Obejmuje około 10–13 gatunków. Rośliny te pochodzą z Ameryki Południowej i południowej części Ameryki Północnej, przy czym Datura ferox prawdopodobnie jest rodzima dla obszaru Chin. Nazwa datura pochodzi z języka hindi – dhatūrā (‘bieluń dziędzierzawa’). W naturze rosną na ogół w miejscach suchych i skalistych, na półpustyniach, ale szeroko rozprzestrzenione na świecie zasiedlają różne siedliska, w tym towarzyszące osiedlom ludzkim siedliska ruderalne i ogrody, w których rosną jako chwasty. W wielu miejscach są gatunkami inwazyjnymi (np. na wyspach Galapagos i w Afryce Południowej). W Polsce zadomowionym antropofitem jest bieluń dziędzierzawa (D. stramonium).
Rośliny z tego rodzaju są silnie trujące. Używane były przez Indian do wywoływania halucynacji. Współcześnie stosowane są w terapii astmy i choroby Parkinsona.
Popularne rośliny ozdobne o zwisających kwiatach, często także nazywane daturami, należą do rodzaju Brugmansja.

## Morfologia

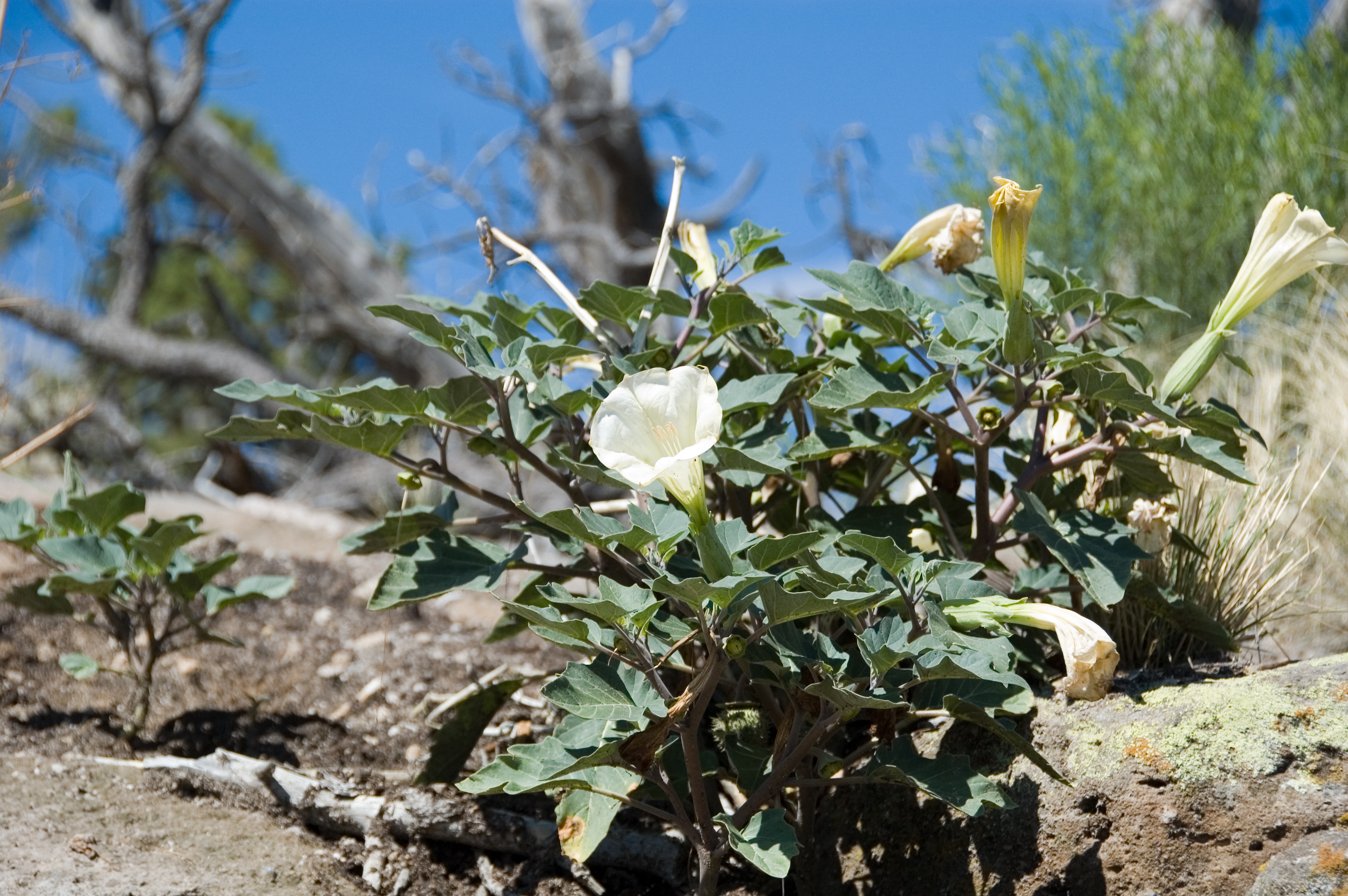
Datura wrightii

PokrójRośliny jednoroczne osiągające do 2 m wysokości.
LiściePojedyncze, o brzegach blaszki zatokowo wcinanych, zwykle miękkich i gruczołowato owłosionych.
KwiatyPięciokrotne, zwykle okazałe. Kielich zrosłodziałkowy, rurkowaty, często pięciokanciasty. Korona kwiatu szeroko lejkowata, zrosłopłatkowa. Pręcików jest 5, równych długością. Zalążnia górna, dwukomorowa, z licznymi zalążkami, szyjka słupka pojedyncza, zakończona rozwidlonym znamieniem.
OwoceSuche, kolczaste torebki zawierające dużą liczbę nasion.

## Systematyka
Synonimy
Apemon Raf., Ceratocaulos Rchb., Stramonium Mill.
Rodzaj z plemienia Datureae z podrodziny Solanoideae z rodziny psiankowatych Solanaceae.
Wykaz gatunków
- Datura × candida (Pers.) Saff.
- Datura ceratocaula Ortega
- Datura discolor Bernh.
- Datura dolichocarpa (Lagerh.) Saff.
- Datura ferox L.
- Datura innoxia Mill. – bieluń indiański[9]
- Datura kymatocarpa Barclay
- Datura leichhardtii Benth.
- Datura metel L. – bieluń surmikwiat[9]
- Datura quercifolia Kunth
- Datura reburra Barclay
- Datura stramonium L. – bieluń dziędzierzawa
- Datura wrightii Regel

## Zastosowanie
Rośliny z rodzaju Datura oraz blisko z nimi spokrewnione z rodzaju Brugmansia (które w Polsce określane są również nazwą bieluń) zawierają duże ilości alkaloidów tropanowych, takich jak atropina, skopolamina, hioscyjamina. Związki te są antagonistami receptorów muskarynowych, przez co mają działanie antycholinergiczne. Te właściwości mają zastosowanie między innymi w medycynie, stąd wzięło się wiele leków, które jako substancję czynną zawierają atropinę lub pochodne naturalnych alkaloidów tropanowych.
Związki czynne bielunia mają znane od czasów prehistorycznych właściwości psychoaktywne – zaliczane są do deliriantów. Są nieprzyjemne w działaniu, wywołują halucynacje.
Przedawkowanie jest śmiertelnie niebezpieczne, zwykle wymaga hospitalizacji.

## Znaczenie kulturowe

### Hinduizm
W Indiach i Nepalu bieluń (zwłaszcza Datura metel var. alba i Datura suaveolens) uważane są za rośliny święte, poświęcone bogu Śiwie. Współcześnie asceci śiwaiccy niektórych tradycji rytualnie palą nasiona datury zmieszane z konopiami indyjskimi.

### Buddyzm
Palenie nasion datury zostało również przyswojone przez niektóre nurty buddyzmu tantrycznego.

### Rdzenni mieszkańcy Ameryki Łacińskiej
Inne gatunki cieszą się podobnym kultem w niektórych kulturach rdzennych mieszkańców Ameryki Łacińskiej.